# Transverse Ranges

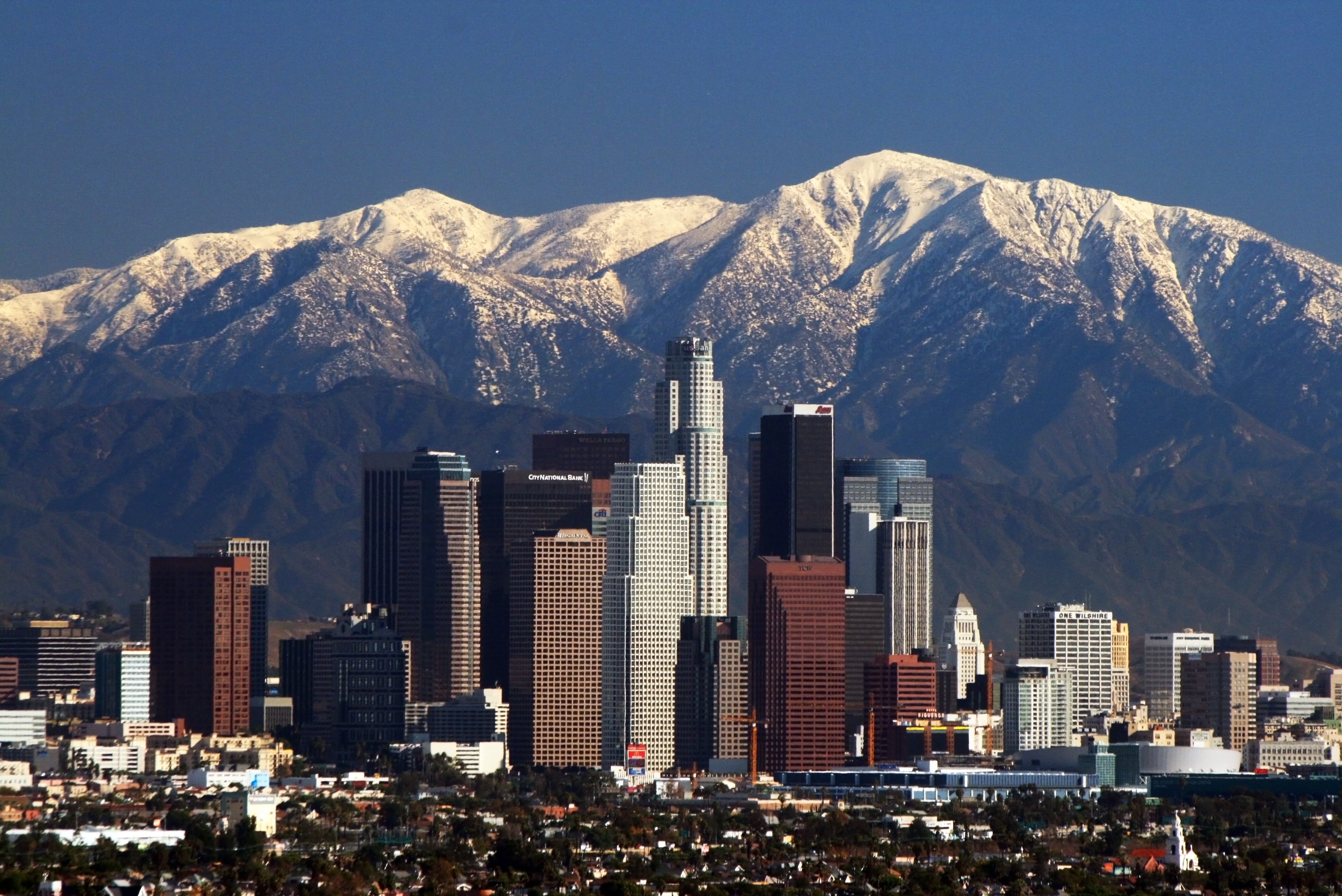
Les Transverse Ranges vistes des de Los Angeles

Les Transverse Ranges (Serralades transversals) són un grup de serralades de muntanyes, d'uns 500 km de llargada, del sud de Califòrnia, dins la regió fisiogràfica de les Pacific Coast Ranges a Amèrica del Nord. Les Transverse Ranges s'inicien a la part sud de les California Coast Ranges i enllacen entre els comtats de Santa Barbara i San Diego. El seu nom deriva del fet de tenir una orientació est-oest.
Van ser aixecades durant el Cenozoic. La majoria del sistema es troba en l'ecoregió California chaparral and woodlands. Les parts més baixes estan dominades pel chaparral i els matollars.

## Pics
1. Mount San Gorgonio, 11,503 peus (3,506 m), San Bernardino Mountains.
2. Anderson Peak, 10,840 peus (3,300 m), San Bernardino Mountains.
3. Mount San Antonio (Old Baldy), 10,068 peus (3,069 m), San Gabriel Mountains.
4. Sugarloaf Mountain, 9,952 peus (3,033 m), San Bernardino Mountains.
5. Mount Baden-Powell, 9,407 peus (2,867 m), San Gabriel Mountains.
6. Galena Peak, 9,324 peus (2,842 m), San Bernardino Mountains.
7. Throop Peak, 9,142 peus (2,786 m), San Gabriel Mountains.
8. Telegraph Peak, 8,985 peus (2,739 m), San Gabriel Mountains.
9. Cucamonga Peak, 8,862 peus (2,701 m), San Gabriel Mountains.
10. Mount Pinos, 8,847 peus (2,697 m).
11. Ontario Peak, 8,693 peus (2,650 m), San Gabriel Mountains.
12. Delamar Mountain, 8,402 peus (2,561 m), San Bernardino Mountains.
13. Cerro Noroeste, 8,280 peus (2,520 m).
14. Mount Islip, 8,254 peus (2,516 m), San Gabriel Mountains.
15. Gold Mountain, 8,239 peus (2,511 m), San Bernardino Mountains.
16. Bertha Peak, 8,205 peus (2,501 m), San Bernardino Mountains.
17. Frazier Mountain, 8,017 peus (2,444 m).
18. Iron Mountain #1, 8,010 peus (2,440 m), San Gabriel Mountains.
19. Reyes Peak, 7,510 peus (2,290 m), Pine Mountain Ridge.
20. Haddock Mountain, 7,431 peus (2,265 m), Pine Mountain Ridge.

## Serralades
Les serralades inclouen San Gabriel Mountains al nord-est de Los Angeles, les San Rafael Hills, Puente Hills, San Jose Hills, i Chino Hills, i les San Bernardino Mountains. Al nord de les Transverse ranges es troben les Central Coast Ranges, les Central Valley, i les Tehachapi Mountains, la qual separa les Central Valley del Desert de Mojave a l'est, i enllaça les Transverse ranges a Sierra Nevada. Les Channel Islands of California del Nord també formen part de les Transverse Ranges; San Miguel, Santa Rosa, Santa Cruz i Anacapa Islands són l'extensió cap a l'oest de les Santa Monica Mountains.
| Pics de més de 4,500 peus (1,400 m), inclouen: - Santa Ynez Mountains - San Rafael Mountains - Pine Mountain Ridge - Topatopa Mountains - San Emigdio Mountains - Tehachapi Mountains - Sierra Pelona Mountains - San Gabriel Mountains - San Bernardino Mountains - Little San Bernardino Mountains | Exemples de muntanyes menys elevades inclouen: - Santa Monica Mountains - Santa Susana Mountains - Simi Hills - Chalk Hills - San Rafael Hills - Puente Hills - San Jose Hills - Shandin Hills |

## Clima
El clima de la major part d'aquesta serralada és Csb (Mediterrani segons la classificació de Köppen ; els cims més alts de San Gorgonio Mountain tenen un clima de tundra alpina (ET), mentre les més baixes tenen un clima de desert o d'estepa (BW) o (BS).
El límit arbori es troba a uns 11,000 peus (3,400 m); San Gorgonio Mountain és l'únic pic amb un ambient alpí.